# Paul Arets
Paul Hubert Léon Arets (ur. 16 maja 1890 w Liège, zm. 19 grudnia 1949 w Awans) – belgijski gimnastyk, medalista olimpijski.
W 1920 r. reprezentował barwy Belgii na letnich igrzyskach olimpijskich w Antwerpii, zdobywając brązowy medal w ćwiczeniach z przyrządem drużynowo.